# 2006年亞洲運動會手球比賽
2006年亞洲運動會手球比賽於2006年的12月3日至12月14日在卡塔爾多哈Al-Gharafa Indoor Hall舉行，分別設男、女子小項。共有來自18個國家和地區的355名運動員參加比賽。

## 獎牌榜

### 男子
| 金牌： | 银牌： | 铜牌： |
| 科威特 |        | 伊朗   |

### 女子
| 金牌： | 银牌： | 铜牌： |
| 南韓   | 哈薩克 | 日本   |